# Veribubo latonus
Veribubo latonus är en tvåvingeart som först beskrevs av Christian Rudolph Wilhelm Wiedemann 1828.  Veribubo latonus ingår i släktet Veribubo och familjen svävflugor. Inga underarter finns listade i Catalogue of Life.